# 井上隆明
井上 隆明（いのうえ たかあき、1930年12月6日 - 2021年1月9日）は、日本近世文学研究者、秋田経済法科大学元学長、同大名誉教授、ノースアジア大学名誉学長。秋田県鹿角市毛馬内生まれ。本籍は群馬県

## 人物
父の転勤に従い、秋田や山形へ赴く。1950年（昭和25年）秋田中学校を卒業し、早稲田大学第一文学部卒業。傍ら金子光晴、八木義徳らに師事し、小説方法史を専攻した。卒業後は秋田魁新報記者となる。1987年「江戸戯作の研究: 黄表紙を主として」で早稲田大学より文学博士の学位を取得。
秋田経済大学・秋田短期大学助教授、教授を経て、秋田経済法科大学教授。1995年から2001年まで同大学長（在任期間のうち、1997年までは秋田短期大学の学長、のち秋田経済法科大学短期大学部の学長を兼任）、同大名誉教授。その後福岡大学教授を務めた。2016年、秋田経済法科大学の後身に当たるノースアジア大学経済学部の教授職に就いた。翌年、同大名誉学長。
2021年1月9日、敗血症のため死去。

## 著書
- 『秋田の今と昔』歴史図書社　1977　のち東洋書院
- 『文学と地方文化論』高文堂出版社　1977
- 『落首文芸史』1978　高文堂新書
- 『秋田古典文学史』歴史図書社　1979
- 『近世書林板元総覧』青裳堂書店　1981　日本書誌学大系
- 『喜三二戯作本の研究』三樹書房　1983
- 『江戸戯作の研究 黄表紙を主として』1986　新典社研究叢書
- 『江戸コマーシャル文芸史』高文堂出版社　1986
- 『物語素の法則 原物語のセオリー集・原小説タイポロジー・意味素から物語素へ』高文堂出版社　1988
- 『江戸文学への誘惑』高文堂出版社　1991　誘惑双書
- 『平秩東作の戯作的歳月 江戸天明文壇形成の側面』角川書店　1993
- 『東北の文学・秋田の文学 道奥古典ノート』秋田文化出版　2001
- 『東北・北海道俳諧史の研究』2003　新典社研究叢書

## 編著
- 『秋田民俗事典』編　秋田経済大学雪国民俗研究所　1965
- 『文学的図像事典 象徴・寓意の解釈法』編　高文堂出版社　1981
- 『江戸諸藩要覧』編　東洋書院　1983
- 『秋田のうたと音楽家』編著　秋田文化出版社　1987
- 『秋田近世の茶道』編著　書肆えん　2010　プチ秋田本シリーズ

## 現代語訳
- 工藤平助『赤蝦夷風説考 北海道開拓秘史』 教育社歴史新書 1979。シリーズ原本現代訳

## 参考
- 『江戸コマーシャル文芸史』著者紹介